# MTV Vlaanderen
 (février 2020).
Si vous disposez d'ouvrages ou d'articles de référence ou si vous connaissez des sites web de qualité traitant du thème abordé ici, merci de compléter l'article en donnant les références utiles à sa vérifiabilité et en les liant à la section « Notes et références ».
MTV Vlaanderen est une chaîne de télévision thématique commerciale privée de la Communauté flamande de Belgique, appartenant au groupe Viacom International Media Networks Europe. Il s'agit de la déclinaison flamande de MTV.

## Histoire de la chaîne

### MTV Europe
Depuis 1987, la chaîne musicale américaine MTV dispose d'une filiale européenne, MTV Europe, qui était également diffusée en Flandre. Ses programmes, présentés par des videojockeys issus de différents pays européens, étaient tous en langue anglaise. Le musicien flamand Marcel Vanthilt faisait partie des animateurs.

### MTV Nederland
En février 2004, la diffusion de MTV Europe fut remplacée par celle de MTV Nederland, la chaîne néerlandaise du groupe, créée en 2000. Toutefois, alors que MTV Nederland est diffusée 24h/24 aux Pays-Bas, ses programmes n'étaient diffusés en Belgique qu'entre 18h00 et 6h00, tandis que Nickelodeon diffusait les siens en journée.
Si la programmation de la chaîne était entièrement néerlandaise, les fenêtres publicitaires étaient quant à elles destinées au marché flamand.
À partir du 1er décembre 2006, le temps de diffusion de MTV fut réduit de trois heures, de 20h00 à 5h00 ; Nickelodeon Vlaanderen gagnant de son côté trois heures de diffusion supplémentaires.

### Flamandisation de MTV
En décembre 2008, le style de la chaîne fut ajusté, et une véritable MTV flamande vit progressivement le jour à partir de 2009. En avril 2009, un chat MTV fut lancé, sur le modèle du chat de TMF Vlaanderen. En juillet 2009, l'ensemble des chaînes MTV en Europe furent relookées, et les différences de programmation entre la chaîne flamande et son homologue néerlandaise se sont accentuées. Dès l'année suivante, MTV Vlaanderen disposa de son propre site internet, alors que jusque-là les téléspectateurs flamands étaient renvoyés vers le site néerlandais.
En 2010, les premiers programmes propres de MTV Vlaanderen et de TMF Vlaanderen ont été lancés. En septembre 2010, l'émission TUCS (Tasty Urban Crazy Stuff) est diffusée pour la première fois, et présentée par l'animatrice de Studio Brussel Siska Schoeters.

### Extension de MTV Vlaanderen et développements ultérieurs
Le 31 mai 2011, Viacom Media Networks Belgium annonça que MTV Vlaanderen et Nickelodeon Vlaanderen seraient toutes deux diffusées 24h/24, mettant fin à leur partage de canal. En conséquence, le 4 octobre 2011, la diffusion analogique de MTV Vlaanderen prit fin, la chaîne n'étant plus disponible qu'en numérique. Si, durant cette extension des programmes, la musique occupait encore une place prépondérante, cela prit fin en 2012 avec la multiplication des émissions de divertissement.
Le 1er juillet 2011, à l'instar des autres chaînes du groupe, MTV Vlaanderen changea de logo : le « M » fut raccourci, tandis que le slogan "Music Television" fut supprimé. La chaîne vit aussi son habillage d'antenne être renouvelé.
Le 1er février 2017, Telenet modifia le canal de la chaîne, de 35 à 19. Depuis lors, MTV Vlaanderen diffuse l'intégralité de ses programmes en HD.

## Organisation

### Capital
MTV Vlaanderen appartient à 100 % au groupe Viacom International Media Networks Europe.